# السبع بيار
السبع بيار أو مفرق السبع بيار هي بلدة وناحية سوريّة إداريّة تتبع منطقة دوما في محافظة ريف دمشق. بلغ عدد سكان الناحية 395 نسمة (51 أسرة) حسب تعداد عام 2004. يكثر النشاط الرعويّ بين سكَّان المنطقة. تقع البلدة في صحراء بادية الشام، على طريق دمشق - بغداد الدولي.

## التاريخ
تقع البلدة على أحد الطرق التاريخية القديمة بين مدينتي تدمر ودمشق الذي كانت تستخدم القوافل كثيراً فيما مضى، يمرُّ عبرها قادماً من قرية البصيري أو العليانية شمالاً، ثم إلى جبل سيس أو قصر صيقل على التوالي. كما يمرُّ منها طريقٌ آخر نحو جبل عنيزة فالجوف بشبه الجزيرة العربية.
توجَّهت قوة البادية الأردنية التابعة للجيش العربي في 21 من حزيران سنة 1941 إلى سوريا، بهدف انتزاعها من حكومة فيشي الفرنسية الموالية لهتلر لصالح البريطانيين. وبعد سيطرة الجيش العربي على مدينة تدمر ذات اليوم توجَّه جنوباً، حيث سيطر على مخفر السبع بيار الفرنسي في 27 من حزيران.

## الحوادث المرورية
تكثر في المنطقة الحوادث المرورية على طريق دمشق بغداد، ويؤدي الكثير منها إلى وقوع قتلى، بل وفي بعض الأحيان قد تشترك عشر مركبات أو عشرون في حادثٍ واحد. غالباً ما تقع هذه الحوادث في أثناء وجود عواصف رملية على الطريق الدولي في المنطقة الصحراوية، وتتسبَّب بها زيادة السائقين للسرعة على الرغم من صعوبة الرؤية.
بسبب كثرة الحوادث المرورية حول المنطقة أقيم فيها مركز الإسعاف الطرقيّ الأوَّل بالسَّبع بيار سنة 2006، حيث يُنقل سنوياً إليه مئات الجرحى من حوادث طريق دمشق بغداد. يضمُّ المركز 4 غرفٍ صغيرة مُجهَّزة بمعدات الجراحة الصغرى والعناية المشددة، و5 سيَّارات إسعاف، وطاقماً من 15 طبيباً ومُمرِّضاً. غير أنه ليس متطوراً بما فيه الكفاية، حيث يُنقَل الجرحى لاحقاً إلى مستشفيات في غوطة دمشق. ويدعو البعض المديرية العامة للدفاع المدني بمنطقة السبع بيار لإقامة مشروع المركز المتكامل للإطفاء والإنقاذ، لإنقاذ الجرحى في حالات الحوادث المرورية.
يوجد بالبلدة مركز طرق ومخفر أمني.